# 山羊角树
山羊角树（学名：Carrierea calycina）为大风子科山羊角树属下的一个种。